# Area baltica di libero scambio

     Stati membri
L'area baltica di libero scambio (BAFTA) (dall'acronimo inglese Baltic Free Trade Area) è stato un accordo di libero scambio tra le repubbliche baltiche di  Estonia,  Lettonia e  Lituania, simile all'Accordo centroeuropeo di libero scambio (CEFTA).
L'Accordo baltico di libero scambio (BFTA) fu sottoscritto il 13 settembre del 1993 e entrò in vigore il 1º aprile del 1994. L'accordo fu esteso per comprendere i prodotti agroalimentari dal 1º gennaio del 1997.
Il BAFTA ha cessato di esistere quando i suoi membri sono entrati a far parte dell'Unione europea il 1º maggio del 2004.